# Hypericum kitamense
Hypericum kitamense är en johannesörtsväxtart som först beskrevs av Y.Kimura, och fick sitt nu gällande namn av N.Robson. Hypericum kitamense ingår i släktet johannesörter, och familjen johannesörtsväxter. Inga underarter finns listade i Catalogue of Life.